# Nowy Krępiec (Świdnik)
Nowy Krępiec – od 1954 część miasta Świdnika w jego południowej części, w województwie lubelskim, w powiecie świdnickim. Do 1954 była to zachodnia część kolonii Nowy Krępiec. Rozpościera się w rejonie ulicy Krępieckiej.

## Historia
Dawniej kolonia Nowy Krępiec należała do gminy Mełgiew w powiecie lubelskim. W okresie międzywojennym miejscowość należała do woj. lubelskim. 1 września 1933 utworzono gromadę Nowy Krępiec w granicach gminy Mełgiew.
Podczas II wojny światowej Nowy Krępiec włączono do Generalnego Gubernatorstwa (dystrykt lubelski), nadal w gminie Mełgiew. W 1943 roku liczba mieszkańców wynosiła 295.
Po II wojnie światowej wojnie Nowy Krępiec należał do powiatu lubelskiego w woj. lubelskim jako jedna z 26 gromad gminy Mełgiew.
W związku z reorganizacją administracji wiejskiej jesienią 1954, główna część gromady Nowy Krępiec weszła 5 października 1954 w skład nowo utworzonej gromady Krępiec, natomiast część Nowego Krępca włączono do gromady Adampol, którą 13 listopada 1954 przekształcono w miasto Świdnik. W związku z tym ta część Nowego Krępca stała się integralną częścią miasta Świdnika.